# Ngày của Giáo hoàng John Paul II
Ngày của Giáo hoàng Gioan Phaolô II (tiếng Ba Lan: Dzień Papieża Jana Pawła II) là một ngày lễ Ba Lan được tổ chức hàng năm vào ngày 16 tháng 10. Nó được thành lập bởi Quốc hội Ba Lan như một sự tôn vinh Giáo hoàng Gioan Phaolô II. Song song, nó được Giáo hội Công giáo ở Ba Lan tổ chức là Ngày Giáo hoàng, rơi vào Chủ nhật trước ngày kỷ niệm cuộc bầu cử Karol Wojtyła làm Giáo hoàng.

## Tầm quan trọng của ngày
Vào ngày 16 tháng 10 năm 1978, Đức Tổng Giám mục Hồng y Kraków Karol Wojtyła được bầu làm Giáo hoàng và lấy tên là John Paul II. Ông là Giáo hoàng đầu tiên sau 455 năm không phải là người Ý.
Cùng ngày năm 2002, Giáo hoàng Gioan Phaolô II đã giới thiệu Sự mầu nhiệm của Kinh Mân côi.

## Việc thành lập ngày lễ
Ngày 16 tháng 10 được thành lập như một lễ kỷ niệm chính thức của Quốc hội Ba Lan vào ngày 27 tháng 7 năm 2005 - như đã nêu trong nghị quyết - "một sự tôn vinh cho chính quyền vĩ đại nhất của thế kỷ XX, một người đàn ông đi vào các nguồn của Kitô giáo, đã dạy cho chúng tôi sự đoàn kết, can đảm và khiêm nhường "
Luật thiết lập ngày lễ được hỗ trợ bởi 339 đại biểu, ba người chống lại và hai người bỏ phiếu trắng.

## Lịch sử của ngày lễ
Ngày được tổ chức lần đầu tiên vào năm 2001 nhưng không phải là ngày nghỉ.

## Ngày Giáo hoàng tại Nhà thờ Công giáo Ba Lan
Từ năm 2001, Giáo hội Công giáo Ba Lan đã kỷ niệm Ngày Giáo hoàng, một ngày tri ân, hiệp thông với Giáo hoàng Gioan Phaolô II và thúc đẩy giáo huấn của ông. Nó rơi vào Chủ nhật trước ngày 16 tháng 10. Điều phối viên trong ngày là "Công tác nền tảng của thiên niên kỷ mới". Vào Ngày Giáo hoàng, tiền được quyên góp cho học bổng dành cho thanh niên Ba Lan tài năng từ các gia đình nghèo và thu nhập thấp.

### Chủ đề cho Ngày của Giáo hoàng
| ngày | Chủ đề                                                          |
| ---- | --------------------------------------------------------------- |
| 2001 | Cánh cửa giáo hoàng (14 tháng 10)                               |
| 2002 | John Paul II - Nhân chứng cho niềm hy vọng (ngày 13 tháng 10)   |
| 2003 | John Paul II - Tông đồ hiệp nhất (12 tháng 10)                  |
| 2004 | John Paul II - Phòng hành hương (ngày 10 tháng 10)              |
| 2005 | John Paul II - Người biện hộ đúng đắn (16 tháng 10)             |
| 2006 | John Paul II - Người phục vụ từ thiện (15 tháng 10)             |
| 2007 | John Paul II - Người bảo vệ phẩm giá con người (14 tháng 10)    |
| 2008 | John Paul II - Giáo viên trẻ (12 tháng 10)                      |
| 2009 | John Paul II - Giáo hoàng tự do (11 tháng 10)                   |
| 2010 | John Paul II - Sự can đảm của sự thánh thiện (ngày 10 tháng 10) |
| 2011 | John Paul II - Người cầu nguyện (ngày 9 tháng 10)               |
| 2012 | John Paul II - Gia đình Giáo hoàng (14 tháng 10)                |
| 2013 | John Paul II - Giáo hoàng đối thoại (ngày 13 tháng 10)          |
| 2014 | John Paul II - Holy B (12 tháng 10)                             |
| 2015 | John Paul II - Người bảo trợ của các gia đình (11 tháng 10)     |
| 2016 | Hãy là nhân chứng của lòng thương xót (ngày 9 tháng 10)         |
| 2017 | Hãy tiếp tục với hy vọng (ngày 8 tháng 10)                      |
| 2018 | Soi lối quan hệ tình thân (14 tháng 10)                         |